# La Réunion (Lot e Garonna)
La Réunion è un comune francese di 462 abitanti situato nel dipartimento del Lot e Garonna nella regione della Nuova Aquitania.

## Società

### Evoluzione demografica
Abitanti censiti